# Mona (peuple)
Pour les articles homonymes, voir Mona.
Les Mona sont une population mandingue d'Afrique de l'Ouest vivant au centre-ouest de la Côte d'Ivoire, dans le département de Mankono.

## Ethnonymie
Selon les sources et le contexte, on observe différentes formes : Ganmu, Monas, Mono, Mouan, Mouâ, Mouin, Muana, Muan, Mwanu, Mwa, Mwe.

## Langue
Leur langue est le mona (ou mwan), une langue mandée dont le nombre de locuteurs était estimé à 17 000 en 1993.